# Adipala (plaats)
Adipala is een bestuurslaag in het regentschap Cilacap van de provincie Midden-Java, Indonesië. Adipala telt 10.323 inwoners (volkstelling 2010).